# Hội An
Hội An (vietnamsko: [hôjˀ aːn] ), prej znano kot Fai-Fo ali Faifoo, je mesto s približno 150.000 prebivalci v vietnamski provinci Quảng Nam in je od leta 1999 uvrščeno na Unescov seznam svetovne dediščine. Skupaj z arhipelagom Cù Lao Chàm je del biosfernega rezervata Cù Lao Chàm - Hội  An, imenovanega leta 2009.
Staro mestno jedro Hội An, zgodovinsko okrožje mesta, je priznano kot izjemno dobro ohranjen primer trgovskega pristanišča jugovzhodne Azije iz obdobja od 15. do 19. stoletja, njegove stavbe in načrt ulic pa odražajo mešanico avtohtonih in tujih vplivov. V starem mestnem jedru izstopa njegov pokriti »japonski most« iz 16.–17. stoletja.

## Etimologija
Hội An (chữ Hán: 會安) se iz kitajsko-vietnamščine prevaja kot »mirno zbirališče«. V evropskih jezikih je bilo mesto zgodovinsko znano kot Faifo. Ta beseda izhaja iz vietnamskega Hội An phố (mesto Hội An), ki je bilo skrajšano v Hoi-pho in nato v Faifo. Znan je bil tudi kot Hải Phố, Hoài Phố, Hội Phố, Hoa Phố, Haiso; v obdobju Champa se je imenoval Lam Ap Pho.

## Zgodovina

### Obdobje Champa (2. – 15. stoletje)
Med 7. in 10. stoletjem so Chami (prebivalci kraljestva Champa) nadzirali strateško trgovino z začimbami in s tem pridobili ogromno bogastvo.
Zgodnja zgodovina Hội Ana je zgodovina Chamov. Ta avstronezijsko govoreča malajsko-polinezijska ljudstva so ustvarila kraljestvo Champa, ki je zasedalo velik del današnjega osrednjega in spodnjega Vietnama, od Huếja do onstran Nha Tranga. Različne jezikovne povezave med cham in sorodnim jezikom jarai ter avstronezijskimi jeziki Indonezije (zlasti Acehnese), Malezija in Hainan so dokumentirani. V zgodnjih letih je bil Mỹ Sơn duhovna prestolnica, Trà Kiệu politična prestolnica in Hội An komercialna prestolnica kraljestva Champa – pozneje, do 14. stoletja, so se Chami pomaknili navzdol proti Nha Trangu. Rečni sistem je bil uporabljen za prevoz blaga med visokogorjem, notranjimi državami Laosa in Tajske ter nižinami.

### Vietnamsko obdobje
Leta 1306 so Vietnamci in Chami podpisali pogodbo, v kateri je kralj Chamov Jaya Simhavarman III. dal  Đại Việtu dve provinci Ô in Lý v zameno za dolgoročni mir in poroko s hčerko Trần Nhân kralja Trần Anh Tônga.:86–87,205  Leta 1471 je cesar Lê Thánh Tông iz Đại Việta priključil Champa in Hội An je postal vietnamsko mesto, tudi glavno mesto province Quảng Nam.:23  Leta 1535 portugalski raziskovalec in pomorski kapitan António de Faria, ki je prihajal iz Đà Nẵnga, je poskušal ustanoviti veliko trgovsko središče v pristaniški vasi Faifo. Od leta 1570 je bil južni Vietnam pod nadzorom močnega klana Nguyễn, ki ga je ustanovil guverner Nguyễn Hoàng. Lorde Nguyễn je veliko bolj zanimala komercialna dejavnost kot gospode Trịnh, ki so vladali severu. Posledično je Hội An cvetel kot trgovsko pristanišče in postal najpomembnejše trgovsko pristanišče v Južnokitajskem morju. Kapitan William Adams, angleški mornar in zaupnik Tokugave Iejasuja, je znano, da je opravil eno trgovsko misijo v Hội An leta 1617 na ladji Red Seal. Tudi zgodnji portugalski jezuiti so imeli eno od svojih dveh rezidenc v Hội Anu.
Hội An je bilo razdeljeno mesto z japonsko naselbino čez »japonski most« (16.–17. stoletje). Most Chùa cầu je edinstvena pokrita struktura, ki so jo zgradili japonski trgovci, edini znani pokriti most z budističnim templjem na eni strani. V 18. stoletju so kitajski in japonski trgovci menili, da je Hội An najboljša destinacija za trgovanje v vsej jugovzhodni Aziji, celo v Aziji. Mesto je postalo pomembno tudi kot močna in ekskluzivna trgovska povezava med Evropo, Kitajsko, Indijo in Japonsko, zlasti za keramično industrijo. Odkritja ladijskih razbitin so pokazala, da je bila vietnamska in azijska keramika prepeljana iz Hội Ana do Sinaja v Egiptu.
Pomen Hội Ana je močno upadel ob koncu 18. stoletja zaradi propada vladavine Nguyễn (zahvaljujoč uporu Tây Sơn - ki je nasprotoval zunanji trgovini). Leta 1775 je bil Hội An bojno polje med vojsko Trịnh in uporniki Tây Sơn in mesto je bilo uničeno.  Nato se je z zmagoslavjem cesarja Gia Longa oddolžil Francozom za njihovo pomoč tako, da jim je dal izključno trgovino pravice do bližnjega pristaniškega mesta Đà Nẵng. Đà Nẵng je postal novo središče trgovanja (in kasneje francoskega vpliva) v osrednjem Vietnamu, medtem ko je bil Hội An pozabljeno zaledje. Lokalni zgodovinarji pravijo tudi, da je Hội An izgubil status zaželenega trgovskega pristanišča zaradi zamuljenja rečnega ustja. Rezultat je bil, da je Hội An ostal skoraj nedotaknjen zaradi sprememb v Vietnamu v naslednjih 200 letih. Prizadevanja za oživitev mesta so se šele v 1990-ih lotili poljski arhitekt in konservator iz Lublina ter vplivni kulturni pedagog Kazimierz Kwiatkowski Kazik, ki je končno vrnil Hội An svetu. V mestu je kip poljskega arhitekta, ki ostaja simbol odnosa med Poljsko in Vietnamom, ki si kljub svoji oddaljenosti delita veliko zgodovinskih skupnosti.
Danes je mesto turistična atrakcija zaradi svoje zgodovine, tradicionalne arhitekture in obrti, kot sta tekstil in keramika. V Hội Anu in okolici je bilo zgrajenih veliko barov, hotelov in letovišč. Ustje pristanišča in čolni se še vedno uporabljajo za ribolov in turizem.

## Vreme
Hội An ima dve glavni sezoni med letom: deževno in suho dobo, s toplo povprečno temperaturo 29 °C med letom. Najbolj vroče obdobje je od junija do avgusta, ko lahko najvišja dnevna temperatura doseže 38 °C. Od novembra do januarja so najhladnejši meseci s povprečno temperaturo 20 °C. Deževna sezona traja od septembra do januarja z močnimi deževji, ki lahko povzročijo poplave in vplivajo na turizem. Sušno obdobje v mestu je med februarjem in majem, ko vreme postane zelo milo z zmerno temperaturo in manj vlažno. Mirno blago vreme je zdaj omejeno na sezono maj/junij – konec avgusta, ko so morja mirna in veter spreminja smer ter prihaja z juga. Preostanek leta se vreme spreminja med dežjem in hladno ter vroče in blago. Dejavnosti, kot je obisk obalnih otokov Cù lao Chàm, so zajamčeno verjetne samo v kratki sezoni od maja do konca avgusta, ki je visoka sezona za domači turizem.

## Dediščina in turizem
Leta 1999 je Unesco staro mestno jedro razglasil za svetovno dediščino kot dobro ohranjen primer trgovskega pristanišča jugovzhodne Azije iz 15. do 19. stoletja s stavbami, ki prikazujejo mešanico lokalnih in tujih vplivov. Po Unescovem poročilu o vplivu 2008 UNESCO Impact Report 2008 na Hội An obstajajo izzivi za zainteresirane strani pri varovanju dediščine pred turizmom.
Zaradi povečanega števila turistov, ki obiščejo Hội An, se pojavljajo številne dejavnosti, ki gostom omogočajo, da zapustijo staro četrt in jo raziskujejo z motorjem, kolesom, kajakom ali motornim čolnom. Reka Thu Bon je še vedno bistvena za regijo več kot 500 let po tem, ko je António de Faria prvič plul po njej, in ostaja bistvena oblika proizvodnje hrane in transporta. Zato postaja vožnja s kajakom in motornim čolnom vse pogostejša turistična dejavnost.
To dolgoletno trgovsko pristaniško mesto ponuja značilno regionalno kuhinjo, ki združuje stoletja kulturnih vplivov iz vzhodne in jugovzhodne Azije. Hội An gosti številne kuharske tečaje, kjer se lahko turisti naučijo pripraviti cao lầu ali dušene začinjene svinjske rezance, značilno jed mesta.
Razbitina Hội An, brodolom iz poznega 15. ali zgodnjega 16. stoletja, je bila odkrita blizu otokov Cham, ob obali mesta v 1990-ih. Med letoma 1996 in 1999 so ekipe za izkopavanje, ki so vključevale vietnamsko nacionalno reševalno korporacijo in raziskovalni oddelek za pomorsko arheologijo Oxfordske univerze, odkrile skoraj tristo tisoč artefaktov.
Druga zanimivost je festival polne lune v Hội An Lantern, ki poteka ob vsakem ciklu polne lune. Praznovanja so v čast prednikom. Ljudje si izmenjujejo rože, luči, sveče in sadje za blaginjo in srečo.
Kavarna Faifo ima streho na prostem, ki je postala posebej priljubljena lokacija za azijske turiste, kjer se ustavljajo za dobro oblečene selfije in fotografije.
Leta 2019 je bil Hội An uvrščen na seznam ključnih turističnih območij Vietnama, ki temeljijo na kulturi, kjer divja rast turizma 'ogroža trajnost'. Prekomerni turizem v preteklosti je škodoval tudi ekosistemu zaščitenega morskega območja otokov Chàm-Hội An.
V novembru 2023 je bil most v rekonstrukciji in nedostopen.
- Tempeljski most Chùa Cầu v rekonstrukciji, november 2023
- Tempeljski most Chùa Cầu v rekonstrukciji, november 2023
- Tempeljski most Chùa Cầu v rekonstrukciji, november 2023

### Muzeji
Mesto ima štiri muzeje, ki poudarjajo zgodovino regije. Te muzeje upravlja Center za upravljanje in ohranjanje kulturne dediščine Hội An. Vstop v muzej je dovoljen z vstopnico za Hội An.
Muzej zgodovine in kulture na naslovu Nguyen Hue St 13 je bil prvotno pagoda, ki so jo v 17. stoletju zgradili vaščani Minh Huong za čaščenje Guanyina in je poleg templja Guan Yu. Vsebuje originalne relikvije iz obdobij Sa Huynh, Champa, Đại Việt in Dai Nam, ki sledijo zgodovini prebivalcev Hội Ana od njegovih prvih naseljencev do francoskih kolonialnih časov.
Folklorni muzej Hội An na ulici Nguyen Thai Hoc 33 je bil odprt leta 2005 in je največja dvonadstropna lesena stavba v starem mestnem jedru, dolga 57 m in široka 9 m, s pročelji na ulicah Nguyen Thai Hoc in Bach Dang St. V drugem nadstropju je 490 artefaktov, razvrščenih v štiri področja: plastične ljudske umetnosti, uprizoritvene ljudske umetnosti, tradicionalni poklici in artefakti, povezani z vsakdanjim življenjem prebivalcev Hội An.
Muzej trgovske keramike je na ulici Tran Phu 80 in je bil ustanovljen leta 1995 v obnovljeni leseni stavbi, prvotno zgrajeni okoli leta 1858. Predmeti, ki izvirajo iz Perzije, Kitajske, Tajske, Indije in drugih držav, dokazujejo pomen Hội Ana kot glavnega trgovskega pristanišča v jugovzhodni Aziji.
Muzej kulture Sa Huỳnh je na ulici Tran Phu 149. Ta muzej, ustanovljen leta 1994, prikazuje zbirko več kot 200 artefaktov kulture Sa Huỳnh – ki velja za prvotne naseljence na mestu Hội An – izpred več kot 2000 let. Ta muzej velja za najbolj nenavadno zbirko artefaktov Sa Huỳnh v Vietnamu.
Muzej umetniške galerije Precious Heritage je na naslovu 26 Phan Boi Chau. Vključuje 500 m2 veliko razstavo fotografij in artefaktov, ki jih je Réhahn zbral v zadnjih 10 letih raziskovanja Vietnama.

## Hrana
Po poročanju CNN je Hội An »prestolnica banh mi Vietnama«. Banh Mi je vrsta vietnamskega sendviča, sestavljenega iz bagete, paštete, mesa in svežih zelišč.
Regionalna jed je Cao lầu, sestavljena iz riževih rezancev, mesa, zelenjave, fižolovih kalčkov in zelišč, najpogosteje postreženih z majhno količino juhe. Vodo za juho so tradicionalno črpali iz vodnjaka Ba Le, ki naj bi ga v 10. stoletju zgradili Chami.
Druge regionalne specialitete so mi quang rezanci, banh bao banh vac, hoanh thanh, com ga (piščanec z rižem), bánh xèo, juha iz sladke koruze in solata iz otroških školjk so prav tako regionalne specialitete. Izdelujejo lokalno čilijevo omako Ớt Tương Triều Phát, ki je zelo priljubljena po vsem Vietnamu.

## Galerija
- Ulice starodavnega mesta Hội An
- Ulice starodavnega mesta Hội An
- Ulice starodavnega mesta Hội An
- Zmajev vodnjak na zadnji strani kantonske skupščinske dvorane (Quảng Triệu). Starodavne mestne pagode Hội An
- Plaža Hội An
- Hội An luči
- Stare hiše s trgovinami
- Hội An Lampions
- Most
- Hội An starodavno mesto
- Tipična trgovina Hội An
- Reka
- Stavba v kitajsko-portugalskem arhitekturnem slogu v stari četrti Hội An
- Hội Anove ročno izdelane luči
- Nočno življenje v starem mestnem jedru
- Ribiči v bližini mesta Hội An
- Majhen park s spomenikom Kazimierzu Kwiatkowskemu
- Ženska, ki nosi Ao Dai v Hội Anu
- Ulični prodajalec v Hội Anu
- Stare hiše z restavracijami
- Zborna dvorana Fukian